# Фільзек
Фільзек (нім. Vilseck) — місто в Німеччині, розташоване в землі Баварія. Підпорядковується адміністративному округу Верхній Пфальц. Входить до складу району Амберг-Зульцбах.
Площа — 64,71 км2. Населення становить 6387 ос. (станом на 31 грудня 2020).